# Mariano Palacios
Mariano Palacios Alcocer (Santiago de Querétaro, 27 mei 1952) is een Mexicaans politicus van de Institutioneel Revolutionaire Partij (PRI).
Palacios is afgestudeerd in de rechten aan de Nationale Autonome Universiteit van Mexico (UNAM). Hij begon zijn politieke carrière als afgevaardigde in het parlement van zijn thuisstaat Querétaro. Van 1976 tot 1979 was hij burgemeester van Querétaro, en van 1985 tot 1991 was hij gouverneur van Querétaro. Ook is hij afgevaardigde, senator, minister van arbeid en ambassadeur in Portugal geweest. Van 1997 tot 1999 was hij voorzitter van de PRI, en opnieuw van 2005 tot 2007.
- Gemeinsame Normdatei: 1057490598
- Virtual International Authority File: 310661378